# Krivaj
Krivaj je vesnice v Chorvatsku v Sisacko-moslavinské župě, spadající pod opčinu Lipovljani. Nachází se asi 11 km jihovýchodně od Kutiny. V roce 2011 zde žilo 307 obyvatel. V roce 1991 bylo 8,75 % obyvatel (35 z tehdejších 400 obyvatel) české národnosti.

## Sousední sídla
| Růžice kompasu |            | Banova Jaruga |          | Růžice kompasu |
| Růžice kompasu | Lipovljani | Sever         | Jamarica | Růžice kompasu |
| Růžice kompasu | Lipovljani | Krivaj        | Jamarica | Růžice kompasu |
| Růžice kompasu | Lipovljani | Jih           | Jamarica | Růžice kompasu |
| Růžice kompasu | Kozarice   |               |          | Růžice kompasu |